# Vähä-Auttijärvi
Vähä-Auttijärvi är en sjö i Finland. Den ligger i kommunen Posio i landskapet Lappland, i den norra delen av landet, 700 km norr om huvudstaden Helsingfors. Vähä-Auttijärvi ligger 263,1 meter över havet. Den är 9,9 meter djup. Arean är 81,3 hektar och strandlinjen är 7,64 kilometer lång. Sjön  ingår i Kemi älvs huvudavrinningsområde. 